# 中华人民共和国离婚证
中華人民共和國離婚證是中华人民共和国地方政府下属的婚姻登记机关頒發的離婚證。

## 條件
- 当事人提供的证件原件，必须是合法、完整、真实、有效
- 双方当事人系合法登记的夫妻，並有结婚证
- 双方当事人离婚是完全自愿的
- 双方当事人均具有完全民事行为能力
- 双方当事人对子女抚养、财产和债务处理等事项达成协议的
- 一方或双方当事人的户口是常住户口[1]
- 双方当事人必须同时到婚姻登记机关申请，不得委托他人代理，填写《申请离婚登记声明书》，并在婚姻登记员面前签名或按手印。

## 申請文件
1、中國大陸居民当提交：
- 户口簿
- 身份证
- 离婚登记档案
- 《申请补领婚姻证登记声明书》的签字声明

2、香港居民应当提交：
- 通行证或者回乡证
- 香港居民身份证
- 本人离婚登记档案
- 《申请补领婚姻证登记声明书》的签字声明

3、澳门居民应当提交：
- 通行证或者回乡证
- 澳门居民身份证
- 本人离婚登记档案
- 《申请补领婚姻登记证声明书》的签字声明

4、台湾居民应当提交：
- 台湾居民通行证或者旅行证件
- 本人台胞证
- 本人离婚登记档案